# Myślibor
Myślibor – staropolskie imię męskie, złożone z członów Myśli- ("myśleć") i -bor ("walczyć, zmagać się"). Być może oznaczało "tego, który myśli o walce" albo "tego, który obmyśla walkę".   
Myślibor imieniny obchodzi 18 maja i 14 czerwca.   
Żeński odpowiednik: Myślibora
Zobacz też: 
- Myśliborzyce – 3 miejscowości w Polsce